# Карлі Фіоріна
Карлі Фіоріна (англ. Carly Fiorina; нар. 6 вересня 1954, Остін, Техас, США) — американська політична діячка та підприємиця, генеральна директорка Hewlett-Packard у 1999–2005. Зараз є однією з керівників неприбуткової благодійної організації Good360. Найуспішніша жінка в бізнесі за версією Fortune. 

## Життєпис
Навчалась в Стенфордському університеті, здобула ступінь бакалавра з середньовічних досліджень і філософії. У Каліфорнійському університеті в Лос-Анджелесі вона мала отримала диплом юриста, але залишила його після одного семестру. Потім вивчала економіку в Університеті штату Меріленд і отримала ступінь магістра ділового адміністрування. Пізніше перервала кар'єру, щоб вивчати один рік управління в MIT Sloan School of Management.
Генеральний директор компанії Hewlett-Packard з 1999 по 2005, яка під її керівництвом подвоїла прибуток і зайняла лідируючі позиції на ринку. Коментаторка і аналітикиня в ЗМІ. Засновниця One Woman Initiative, міжнародна амбасадорка Opportunity International і голова правління Good360 — найбільшої в світі благодійної організації.
Економічна радниця Джона Маккейна на президентських виборах 2008 року. У 2010 році отримала республіканську номінацію на сенатора від Каліфорнії, але в листопаді того ж року її перемогла давня сенаторка-демократка Барбара Боксер.
Щодо відносин з Росією і кризи в Україні, Фіоріна сказала, що якби вона була президенткою, вона «трималася б і надала зброю Україні» і проводила більш агресивні військові навчання в Балтійський країнах, щоб «надіслати дуже чіткий сигнал Володимиру Путіну».